# 密枝委陵菜
密枝委陵菜（学名：Potentilla virgata）为蔷薇科委陵菜属下的一个种。

## 变种
羽裂密枝委陵菜（学名：Potentilla virgata var. pinnatifida）为蔷薇科委陵菜属下的一个变种。

## 扩展阅读
- 維基物種上的相關：密枝委陵菜